# Nevezetes budapesti postaépületek listája
Az alábbi oldal a Budapest nevezetesebb postaépületeit sorolja fel.

## Lista
| Kép | Név                                        | Cím                                    | Tervező                                   | Építési idő  | Megjegyzés                     |
| --- | ------------------------------------------ | -------------------------------------- | ----------------------------------------- | ------------ | ------------------------------ |
|     | Főposta                                    | 1052 Budapest, Petőfi Sándor út 13-15. | Szkalnitzky Antal és Koch Henrik          | 1870–1873    |                                |
|     | Nyugati-posta                              | 1062 Budapest, Teréz krt. 51.          | Goszleth Béla                             | 1910         | 1915-ben bővítették.           |
|     | Postapalota                                | 1122 Budapest, Krisztina krt. 6.       | Sándy Gyula                               | 1924–1926    |                                |
|     | Magyar Királyi Mozgóposta-hivatal Főnökség | 1071 Budapest, Dózsa György út 6.      | n. a.                                     | 1868         | ma: Pesti Levélcentrum         |
|     | Magyar Posta Központi Járműtelep           | 1149 Budapest, Egressy út 35-51.       | Hübner Jenő, Bierbauer István, Fritz Jenő | 1923–1928    |                                |
|     | Postás Művelődési Központ (Egyedi-palota)  | 1068 Budapest, Benczúr u. 27.          | Oskar Marmorek                            | 1896–1897    |                                |
|     | Újpesti Postapalota                        | 1041 Budapest, István út 18.           | Sándy Gyula                               | 1927–1928    |                                |
|     | Postatakarékpénztár                        | 1054 Budapest, Hold u. 4.              | Lechner Ödön és Baumgarten Sándor         | 1901         |                                |
|     | Gyáli úti Posta telep                      | 1097 Budapest, Gyáli út 18-22.         | n. a.                                     | 1900-as évek |                                |
|     | Posta Kísérleti Állomás                    | 1097 Budapest, Zombori utca 2.         | n. a.                                     | 1912         | A Gyáli úti Posta telep része. |